# Ред и закон: Злочиначке намере (5. сезона)
Пета сезона серије Ред и закон: Злочиначке намере је премијерно емитована на каналу НБЦ од 25. септембра 2005. године до 14. маја 2006. године и броји 22 епизоде.
У овој сезони је први пут емитована дводелна епизода, а епизода "Крстарење ни за где" је касније поменута у епизоди "Улажем све" у осмој сезони.
Ова сезона серије је била последња у термину недељом у 12 час на НБЦ-у. У шестој сезони је термин пребачен у уторак и тада је дошло до пада гледаности. Током телевизијске сезоне 2005–06 епизоде су емитоване у исто време кад и епизоде серија Очајне домаћице на АБЦ-у и Породични човек и Амерички тата он Фоксу. Серији је опала гледаност због конкуренције, али руководиоци НБЦ-а су били задивљени са 11 милиона гледалаца недељно које је успела да задржи.

## Промене у глумачкој постави и екипи снимања
Чланови главне поставе Винсент Д'Онофрио, Кетрин Ерб, Џејми Шериден и Кортни Б. Венс вратили су се у пету сезону серије. Ове сезоне, дугогодишњи глумац франшизе Ред и закон Крис Нот поново је тумачио своју улогу детектива Мајка Логана у ортаклуку са Анабелом Скјором у улози детективке Керолин Барек наизменично у епизодама са Д'Онофриом и Ербовом (сво четворо су радили заједно у дводелној епизоди "Нестале у ситне сате"). Ово је произишло из тога што је глумцу Винсенту Д'Онофриу двапут позлило због исцрпљености, једном на снимању и једном код куће, током четврте сезоне.
У фебруару 2005. најављено је да ће се Нот придружити глумачкој постави и поново тумачити свој лик из серије Ред и закон након десетогодишњег одсуства. „Најтежи посао у шоу бизнису је бити једна главна улога у једносатној драмској серији“, објаснио је творац и извршни продуцент Дик Волф. „Винсент је урадио невероватан посао у последње четири сезоне, али после 3 године напоран темпо је коначно узео маха. Ово је право решење да Винсент може да настави да ради невероватан посао који је постао заштитни знак улоге. Радио сам са Крисом у протеклих 17 година и навођење њега да понови један од најпопуларнијих ликова у историји бренда је стање у ком сви добијају."
Тадашњи извршни продуцент и директор серије Рене Балсер је додао: „Пошто сам писао за Криса током пет година колико је био у серији Ред и закон, ово је јединствена прилика за мене да поново посетим старог пријатеља и одведем детектива Мајка Логана на непознато подручје. Сада испробавамо нешто ново у Злочиначким намерама, било да се тражи од наших обожавалаца да одлуче о судбини лика или користе ротирајуће спојеве. Као што је Винсент рекао, кул се рачуна и мислимо да је ова замисао прилично кул. Додавање Криса и нове ортакиње у микс омогућава нам да створите нову динамику, а да притом останете верни ономе што је учинило 'Злочиначке намере' успехом."
Глумац Винсент Д'Онофрио је приметио промене: "Волим ову серију и надам се да ћу остати са њом све док је у етру", додао је Д'Онофрио. „Након што сам недавно радио са Крисом на једној епизоди, узбуђен сам због тога шта ће он креативно донети у серију, а мој смањени обим посла ће бити веома добродошао. Нот је почео: „Сјајно је вратити се радити са Диком и Ренеом и поново бити у породици Ред и закон, осећао сам се као код куће када сам снимио ту једну епизоду и схватио колико су глумци и екипа сјајни. То је био понуда коју нисам могао да одбијем“. Током интервјуа за ТВ водич, Кортни Б. Венс је приметио колико су епизоде биле исцрпљујуће за глумце Д'Онофриа и Ербову јер су били у скоро сваком призору док Нот и Скјора нису дошли у главну поставу. Венс каже да су Д'Онофрио и Ербова добили паузу: „Крис има велику снагу. Воли да се забавља и шали. И он и Анабела се воле. Беспрекорни прелаз [између два пара] говори о генијалности Дика Волфа."
У мају 2005. најављено је да ће се филмска глумица Анабела Скјора придружити екипи као детективка Барек и бити ортакиња детектива Мајка Логана Криса Нота. Дик Волф је прокоментарисао: "Анабела је изузетно надарена и свестрана глумица која има ту ретку комбинацију лепоте, сексипила, моћи и хумора. Такође очекујем да ће имати сјајну хемију са Крисом."
На крају сезоне, Скојра и Кортни Б. Венс одлучили су да не обнављају своје уговоре за још једну сезону па је у шестој сезони Скјору заменила Џулијан Николсон која је глумила детективку Меган Вилер. Након ове сезоне, ако је епизоди био потребан лик помоћника окружног тужиоца, глумила би је гостујућа звезда. У 6. сезони у по две епизоде појавиле су се Тереза Рендл и Бриџет Реган као Патриша Кент и Клаудија Шенкли.
Џејми Шериден је најавио да ће напустити серију на крају сезоне. Углавном зато што су његова жена и деца живели у Лос Анђелесу у то време, а он је морао да путује недељно у Њујорк да би снимао епизоде. Шериденов лик напустио је полицију Њујорка радије него да се суочава са лажним оптужбама које је поставио бивши начелник Френк Адер (Мајкл Рисполи) кога је одбио да заштити од оптужби за убиство жене и њеног мужа. У шестој сезони, Шериден је заменио Ерик Богосијан који је играо капетана Данијела Роса.
Творац и извршни продуцент Рене Балсер и извршни продуцент Фред Бернер напустили су серију на крају сезоне. Балсер се вратио у изворни Ред и закон са Бернером у осамнаестој сезони пошто су епизоде у седамнаестој сезони посустале. У шестој сезони, Балсера је заменио дугогодишњи службеник за Злочиначке намере Ворен Лајт , а Бернера Норберто Барба.

## Улоге

### Главне
- Винсент Д'Онофрио као Роберт Горен (Непарне и 6. епизода)
- Кетрин Ерби као Александра Имс (Непарне и 6. епизода)
- Крис Нод као Мајк Логан (Парне и 7. епизода)
- Анабела Скјора као Керолин Барек (Парне и 7. епизода)
- Џејми Шериден као Џејмс Дикинс
- Куртни Би Венс као ПОТ Рон Карвер

### Епизодне
- Крис Нод као Мајк Логан (Епизода 1)

## Епизоде
| Бр. у серији | Бр. у сезони | Наслов                         | Редитељ            | Сценариста                                                                  | Премијерно емитовање | Прод. код | Бр. гледалаца (милиони) |
| --- | ------------ | ------------------------------ | ------------------ | --------------------------------------------------------------------------- | -------------------- | --------- | ----------------------- |
| 90 | 1            | "Раст"                         | Френк Прин         | Синопсис: Мерлејн Гомард Мајер Сценарио: Мерлејн Гомард Мајер и Рене Балсер | 25. септембар 2005.  | 05001     | 10.72                   |
| Док се детектив Мајк Логан који се вратио придружује екипи Одељења за тешка кривична дела, детектив Горен се поново суочава са Никол Валас – својом убилачком непријатељицом док он и детективка Имс истражују убиство градског здравственог инспектора повезаног са дрогом. Кључна веза је жртвин брат Еван Чепел, новопечени удовац и лекар који је романтично повезан са Валасовом која се поново појавила, а истражитељи страхују да би млада ћерка тог човека могла бити следећа Валасина жртва. |              |                                |                    |                                                                             |                      |           |                         |
| 91 | 2            | "Дијамантски пси"              | Ноберто Барба      | Синопсис: Чарли Рубин Сценарио: Чарли Рубин, Ворен Лајт и Рене Балсер       | 2. октобар 2005.     | 05002     | 12.35                   |
| Логан и његова нова ортакиња Барекова истражују низ пљачки златара који су прерасле у нивоу насиља. Пошто их је истрага истрага довела до младог наркомана, Барекова и Логан убрзо бивају доведени до злочиначке екипе мајке и сина, а мајка вуче све конце. Логану је било непријатно пошто је Барекова искористила своју прошлост да би дошао до њиховог осумњиченог. |              |                                |                    |                                                                             |                      |           |                         |
| 92 | 3            | "Затвореник"                   | Рик Валас          | Синопсис: Ђина Ђонфридо Сценарио: Ђина Ђонфридо и Рене Балсер               | 9. октобар 2005.     | 05003     | 12.89                   |
| Управник затвора Вилијам Хендри тврди да је био мрцварен и приморан да плати откупнину од 50.000 долара за своју давно отету жену, али детективи Горен и Имсова су били збуњени када су открили да је нестала жена срећно живела са одбеглим затвореником већ 10 година. Усред таласа дуготрајних тајни и лажи, истражитељи поново проверавају управникову прошлост и присећају се чувеног аксиома – пратите новац. |              |                                |                    |                                                                             |                      |           |                         |
| 93 | 4            | "Пуштен с' ланца"              | Алекс Закрзуски    | Синопсис: Стефани Сенгупта Сценарио: Стефани Сенгупта и Рене Балсер         | 16. октобар 2005.    | 05004     | 11.53                   |
| Када је син једног полицајца грешком убијен, истражитељи детективи Логан и Барекова ступају у средиште свирепог мафијашког рата који је заробио и подмићене полицајце који су се продали да би помогли завађеним злочиначким породицама, али када је капетан Дикинс обавестио Логана да жели и подмићене полицајце и шефа мафије, Логан је нанишанио једног одликованог бившег полицајце детектива Марка Вирџинија и нашао се на јавној мети његовог заступника који тврди да се детективи мало познају од раније. |              |                                |                    |                                                                             |                      |           |                         |
| 94 | 5            | "Чинови кајања"                | Френк Принзи       | Синопсис: Ворен Лајт Сценарио: Ворен Лајт и Рене Балсер                     | 23. октобар 2005.    | 05005     | 10.45                   |
| Када је цењена калуђерица која је помогла деци проституткама да се склоне са улице убијена у својој цркви у центру града, детективи Горен и Имсова се усредсређују на одлучног младића Едија Робертса који тражи правду за свог старијег брата који је остао инвалид после злочина из родне мржње. Детективи знају да би случај могао да зависи од осећања кривице младе калуђерице Оливије из цркве која зна више него што говори. |              |                                |                    |                                                                             |                      |           |                         |
| 95 | 6            | "У ноћи с' мало сати (1. део)" | Џин де Сегонзек    | Синопсис: Стефани Сенгупта Сценарио: Стефани Сенгупта и Рене Балсер         | 6. новембар 2005.    | 05006     | 14.28                   |
| Девојка из Ајове нестаје током школског излета у Њујорку што је изазвало велику медијску помаму која је обузела детективе Горена, Имсову, Логана и Барекову пошто је њихов главни осумњичени Итан Гарет, син једног моћног судије. Случај се шири јер изгледа да је отац оптуженог Харолд Гарет саучесник који је деловао да заштити свог сина – и можда је и сам осумњичен за убиство – али се не плаши да узврати жестоким ударцима истражитељима. |              |                                |                    |                                                                             |                      |           |                         |
| 96 | 7            | "У ноћи с' мало сати (2. део)" | Џин де Сегонзек    | Синопсис: Стефани Сенгупта Сценарио: Стефани Сенгупта и Рене Балсер         | 6. новембар 2005.    | 05007     | 14.28                   |
| Случај се наставља док се докази повећавају против судије који на врло личне начине узвраћа ударац детективима Горену, Логану и Барековој. У међувремену, ПОТ Рон Карвер мора да покуша да осуди сина судије чија се одбрана бави упрљавањем доброг имена детектива Горена тако што ће извући старо писмо које је Имсова дала свом претпостављеном још 2001. године када је тражила новог ортака због јединствених метода детектива Горена. Али како се то догодило, неки нови докази изашли су на видело који би могли да повуку целу судијску породицу са њим.                                                               |              |                                |                    |                                                                             |                      |           |                         |
| 97 | 8            | "Сачувано лице"                | Рик Валас          | Синопсис: Џери Конвеј Сценарио: Џери Конвеј и Рене Балсер                   | 27. новембар 2005.   | 05008     | 10.95                   |
| Када је студенткиња медицине пронађена осакаћена по повратку из Гватемале, детективи Логан и Барекова мисле да је жртва била несрећна нарко-мазга која је шверцовала наркотике, али докази доводе до естетске хирургиње са Парк булевара Кристин Ансел која би можда водила лажну добротворну организацију у Централној Америци. Док је лекарка прослављена својим добротворним радом на реконструкцији лица међу сиромашним урођеницима у окружењу, и она и њен медицински брат Антонио Моралес крију мрачне тајне које захтевају много маски.                                                                                |              |                                |                    |                                                                             |                      |           |                         |
| 98 | 9            | "На смрт испрепадан"           | Марисол Торес      | Синопсис: Дајана Сан Сценарио: Дајана Сан и Рене Балсер                     | 4. децембар 2005.    | 05009     | 11.85                   |
| Убиство младог запосленог у рачунарском друштву навело је детективе Горена и Имсову да чачкају око прикривеног обезбеђења које запошљавају противничка технолошка предузећа где се закључују за нестабилног писца кодова Робија Боутмена за кога верују да га обмањује његов тајна терапеуткиња Катрина Пинчон. Горен верује да кључ случаја лежи у параноичном понашању осумњиченог које је могло бити искоришћено након последњих недеља „лечења“ под бизарном пажњом лекара. |              |                                |                    |                                                                             |                      |           |                         |
| 99 | 10           | "Кућица за лутке"              | Френк Принзи       | Синопсис: Ђина Ђонфридо Сценарио: Ђина Ђонфридо и Рене Балсер               | 8. јануар 2006.      | 05010     | 10.80                   |
| Убиство предузетникна из ватреног оружја збуњује детективе Логана и Барекову све док нису посумњали да је Данијел Квин, самозаинтересована мајка – направила кућну индустрију уцењивања других преварених породичних мушкараца лажним тврдњама о очинству. Али детективи откривају да би Данијелина наизглед кротка сестра по мајци Клер Квин могла да игра много злокобнију улогу у превари. |              |                                |                    |                                                                             |                      |           |                         |
| 100 | 11           | "Гмизавац"                     | Бил Л. Нортон      | Синопсис: Мерлејн Гомард Мајер Сценарио: Марлејн Гомард Мајер и Рене Балсер | 15. јануар 2006.     | 05011     | 10.82                   |
| Детективи Горен и Имсова сусрећу се са багром ниских људи високог сталежа коју предводи Бернард Фремонт, љигави Европљанин са укусом за остареле плавуше и фино вино који се спријатељи, убија и пљачка туристе. Горен је, међутим, био потресен када је открио да главни убица дели везу са смртоносним непријатељем. Детективи покушавају да надмудре очајног, али делотворног Бернарда, а његова скупина обожаваних жена убијају за њега све док му Горену знање језика није помогло да се упусти у злочин који се протеже широм света.                                                                                     |              |                                |                    |                                                                             |                      |           |                         |
| 101 | 12           | "Гледај"                       | Алекс Чепл         | Синопсис: Чарли Рубин Сценарио: Чарли Рубин и Рене Балсер                   | 22. јануар 2006.     | 05012     | 10.52                   |
| Детективи Логан и Барекова испитују усамљеног радника са ваздушне луке о низу бизарних убистава у које су укључене проститутке чија су тела пронађена пошто су изгурана из отвора за точкове ваздухоплова. |              |                                |                    |                                                                             |                      |           |                         |
| 102 | 13           | "Поносно месо"                 | Френк Принзи       | Синопсис: Ворен Лајт Сценарио: Ворен Лајт и Рене Балсер                     | 12. март 2006.       | 05013     | 12.27                   |
| Када је син моћног радио магната Џонаса Слотера пронађен убијен под бизарним околностима, детективи Горен и Имсова верују да је злочин повезан са борбом за моћ око породичног поверења док се усредсређују на супругу покровитеља рођену у Кини Ану. Међутим, детективи такође стално круже око пара Аниних пријатеља. Настрани професор и бивши муж и тајанствени предузетник су имали своје разлоге да убију. |              |                                |                    |                                                                             |                      |           |                         |
| 103 | 14           | "Агент"                        | Кристофер Свортаут | Синопсис: Дајана Сан Сценарио: Дајана Сан и Рене Балсер                     | 19. март 2006.       | 05014     | 11.38                   |
| Свирепо убиство агенкињце Тајне службе у њеној кући довело је до тога да детективи Логан и Барекова њушкају многе странке њеног супруга Џеја Кендала, лобисте са добрим везама који ради и за и против непопуларну племенску индијанску коцкарницу на Дугом острву. Детективи желе да знају зашто је супруг жртве сакрио свој преносни рачунар и исекао датотеке убрзо пошто је открио њено тело, а његово радознало опхођење са клизавим конгресменом проширује полицијску истрагу и укључује још скривених злочина. |              |                                |                    |                                                                             |                      |           |                         |
| 104 | 15           | "Погрешан живот"               | Дарнел Мартин      | Синопсис: Џери Конвеј Сценарио: Џери Конвеј и Рене Балсер                   | 26. март 2006.       | 05015     | 9.22                    |
| Кључни досије у ружној тужби од 20 милиона долара може бити катализатор за убиство храброг младића који је убијен док је покушавао да украде доказе за судски спор о „ неправедном животу “. Све то захтева да детективи Горен и Имсова разврставају дисфункционалну породицу у потрази за могућим осумњиченима који би могли да желе документе. Иако је син главни осумњичени, кључни трагови могу бити у његовој огорченој мајци Викторији Карсон која је тужила лекара јер неколико година раније није открила да ћерка коју носи има исцрпљујући ортопедски проблем, а та чињеница могла је да је наведе да уради побачај. |              |                                |                    |                                                                             |                      |           |                         |
| 105 | 16           | "Разиграна драма"              | Џон Дејвид Колс    | Синопсис: Стефани Сенгупта Сценарио: Стефани Сенгупта и Рене Балсер         | 9. април 2006.       | 05016     | 10.00                   |
| У опери је велика драма јер је млада виолинисткиња гурнута у смрт, а детективи Логан и Барекова проверавају надменог диригента Филипа Рајнхарта. Испоставило се да је Рајнхард такође имао везу са својим сопраном Џилијан Бут која је случајно мајка жртве. Док детективи теоретизују да је Рајнхард заправо био у вези са обе жене, они добијају потресне здравствене вести које бацају оштро ново светло на доказе. |              |                                |                    |                                                                             |                      |           |                         |
| 106 | 17           | "Празнина"                     | Џин де Сегонзек    | Синопсис: Ђина Ђонфридо Сценарио: Ђина Ђонфридо и Рене Балсер               | 16. април 2006.      | 05017     | 11.91                   |
| Када је једна од две деверуше пронађена убијена у свом хотелском кревету, детективи Горен и Имсова у почетку сумњају на два мушкарца које су жене упознале у бару, али пошто је преживела, Алисина прича се стално мења, а докази указују да је глумац Тим Рејни који се представљао као таксиста можда играо улогу. Детективи гуле слојеве живота осумњиченог и откривају узнемирујуће доказе, породичну прошлост и његову склоност ка истраживању уврнутих тема за будуће глумачке задатке. |              |                                |                    |                                                                             |                      |           |                         |
| 107 | 18           | "Исцелитељ"                    | Френк Принзи       | Синопсис: Мерлејн Гомард Мајер Сценарио: Мерлејн Гомард Мајер и Рене Балсер | 23. април 2006.      | 05018     | 11.13                   |
| Две сестре су пронађене умотане у пластичне "чауре" и угушене па детективи Логан и Барекова испитују дечка једне жртве који ради за Лидију Вајат, месну медицинску сестру осумњичену да је изнуђивала новац од болесника вудуом. Логан у почетку испитује Лидију, а убрзо се сукобљава са њеним „моћима“. Док детективи прикупљају документе о банковном трансферу, из искуства сазнају како људи могу да живе у страху и лажној нади од Лидијиних моћних чини. |              |                                |                    |                                                                             |                      |           |                         |
| 108 | 19           | "Од сад крстерење"             | Марисол торес      | Синопсис: Ворен Лајт Сценарио: Ворен Лајт и Рене Балсер                     | 30. април 2006.      | 05019     | 9.69                    |
| Када је тело бившег школског психолога извучено из Хадсона, детективи Горен и Имсова откривају да је он био велики играч на броду-коцкарници на обали Њујорка. Убрзо се усредсређују на Џоија Фроста, надареног, али надменог младог коцкара коме је жртва дуговала 500.000 долара. Полиција такође не може да занемари мртвог огорченог зета Фила Ламбијера јер је открила да је он не само одгајао Џоија, већ га је научио покеру и намерно га сместио на брод кобне ноћи. |              |                                |                    |                                                                             |                      |           |                         |
| 109 | 20           | "За Бона"                      | Џин де Сегонзек    | Синопсис: Чарли Рубин Сценарио: Чарли Рубин, Ворен Лајт и Рене Балсер       | 7. мај 2006.         | 05022     | 10.35                   |
| Дивљање свирепих убица мачетама који циљају богате власнике уметничких дела наводи детективе Логана и Барекову у потрагу за младим осумњиченим које је одгајала Чесли Воткинс, хранитељка снажне воље. Али случај је заиста пукао када је Логан несвесно убио полицајца на тајном задатку. И док капетан Дикинс ставља главу на пањ за свог детектива, потресени Логан мора да иде у очи са обмањујућом Чесли. |              |                                |                    |                                                                             |                      |           |                         |
| 110 | 21           | "Пожар"                        | Френк Принзи       | Синопсис: Дајана Сан Сценарио: Дајана Сан и Рене Балсер                     | 14. мај 2006.        | 05021     | 11.92                   |
| Када је црквени радник пронађен мртав након последњег у низу пожара изазваних паљевином, детективи Горен и Имсова трагају за доказима до нефункционалне породице вође омладине једног светилишта Џастина Рида. Једнако тако хитна је лична ствар која оптерећује капетана Дикинса чија интервенција у име једног детектива подстиче осветољубивог полицајца Френка Адера који је у затвору да покрене освету да га збаци. |              |                                |                    |                                                                             |                      |           |                         |
| 111 | 22           | "Добро"                        | Кристофер Свортаут | Синопсис: Џери Конвеј Сценарио: Џери Конвеј и Рене Балсер                   | 14. мај 2006.        | 05020     | 11.92                   |
| На крају сезоне, пошто је пар из предграђа пронађен пребијен на смрт, детективи Логан и Барекова сумњају да их је син Кевин Колмар који има проблема са дрогом побио због новца, али када је месни истражитељ притиснуо клинца да призна, градски полицајци откривају сукоб користи. Док се појављује још један осумњичени са блиским пословним везама са жртвама, капетан Дикинс охрабрује Логана и Барекову да наставе случај без надлежности и размишља о сопственој будућности у њујоршкој полицији бирајући ранију пензију уместо да покушава да води међуресорну битку.                                                  |              |                                |                    |                                                                             |                      |           |                         |

## Напомена
1. ↑  Епизода "У ноћи с' мало сати (2. део)" је унакрсна епизода са серијом "Ред и закон".
2. ↑  Епизода "За Бона" је унакрсна епизода са серијом "Ред и закон".